# 乔吉·特威格
乔吉·特威格（英語：Georgie Twigg，1990年11月21日—），英国女子曲棍球运动员。她曾代表英国国家队参加2012年和2016年夏季奥林匹克运动会曲棍球比赛，获得一枚金牌和一枚铜牌。